# John Evans (pirata)
John Evans (fallecido en 1723) fue un pirata galés que tuvo una corta pero exitosa carrera en el Caribe.

## Biografía
Evans trabajó como segundo de a bordo para barcos que operaban fuera de Jamaica después de perder su puesto a bordo de un balandro con base en la Isla de Nieves. Con poco trabajo disponible, él y algunos otros piratas de Port Royal conspiraron en septiembre de 1722 para remar alrededor de la isla en una canoa, robando casas por la noche. Cansados del simple robo, localizaron una balandra proveniente de las Bermudas, remaron hacia ella y Evans anunció "que él era el capitán del barco, que era una noticia que no conocían antes". Los piratas celebraron en una taberna local y gastaron tan generosamente su botín que fueron invitados por los dueños a regresar; pero en cambio, los mismos piratas regresaron por la noche y saquearon la taberna en que gastaron antes de regresar nuevamente al mar.
Navegando su balandra de cuatro cañones (ahora rebautizada como "Scowerer ") hacia la isla de la Española, pronto capturaron una balandra de bandera española. Debido a que su tripulación era tan pequeña, Evans y sus hombres se repartieron un botín de 150 libras esterlinas por hombre. Capturaron otro barco cerca de las Islas de Barlovento, lo que obligó a varios marineros a unirse a su tripulación antes de liberar el barco. Tomando otro premio más en enero de 1723, un navío llamado Lucrecia y Catalina, lo mantuvieron y partieron a carena el Scowerer. El lento Lucretia les impidió perseguir a otros barcos, así que después de capturar una balandra holandesa más rápida, la mantuvieron y liberaron al Lucretia.
Pronto partieron hacia las Islas Caimán, saqueando otro barco en el camino. Cuando llegaron, el contramaestre de la tripulación desafió a Evans a un duelo. Evans aceptó; cuando el contramaestre se retiró, Evans lo golpeó con un bastón. El contramaestre luego sacó su pistola y le disparó a Evans en la cabeza. Los otros tripulantes a su vez mataron al contramaestre.  Anteriormente habían obligado al navegante del Lucretia a unirse a ellos; cuando se negó a seguir pilotando su barco, la tripulación se separó. Los piratas desembarcaron en las Islas Caimán y dividieron su tesoro acumulado de £ 9000 entre 30 hombres. Dejaron el Scowerer con el oficial de Lucretia, quien lo llevó de regreso a Port Royal.